# Escola de Leiden
A Escola de Leiden é um grupo de linguistas que organiza as línguas naturais como meme ou parasitas neurológicos benignos e tenta usar ferramentas matemáticas rigorosas emprestadas por analogia da evolução biológica para modelar a origem e propagação da língua em geral e das línguas específicas. Tem sua base na Universidade de Leiden, nos Países Baixos, e seus principais nomes são George van Driem, Frederik Kortlandt e Jeroen Wiedenhof.